# 천안 12경
천안 12경은 충청남도 천안시가 2009년 1월 22일 선정한 대표적인 관광 자원이자 명소 12개소이다.

## 천안 12경
|      | 이름               | 위치                                           |  |
| ---- | ------------------ | ---------------------------------------------- |  |
| 1경  | 천안삼거리         | 천안시 동남구 충절 410                         |  |
| 2경  | 독립기념관         | 천안시 동남구 목천읍 삼방로 95                 |  |
| 3경  | 유관순열사 사적지  | 천안시 동남구 병천면 유관순길 38               |  |
| 4경  | 아라리오 광장      | 천안시 동남구 신부동 만남로 일대               |  |
| 5경  | 병천 순대거리      | 천안시 동남구 병천면 아우내순대길              |  |
| 6경  | 태조산 각원사      | 충청남도 천안시 동남구 안서동 산98-83          |  |
| 7경  | 광덕산 설경        | 천안시 동남구 광덕면 광덕사길 30               |  |
| 8경  | 천안종합휴향관광지 | 충청남도 천안시 목천읍 운전리 및 성남면 용원리 |  |
| 9경  | 왕지봉 배꽃        | 천안시 서북구 성환읍                           |  |
| 10경 | 입장 거봉포도마을  | 천안시 서북구 입장면                           |  |
| 11경 | 흥타령 축제        | 안시 동남구 충절로 410 (천안삼거리공원내)      |  |
| 12경 | 천호지 야경        | 천안시 동남구 단대로 119일대, 문암로일대       |  |